# Marthe Kråkstad Johansen
Pour les articles homonymes, voir Johansen.
Marthe Kråkstad Johansen, née le 5 janvier 1999 à Mo i Rana, est une biathlète norvégienne.

## Biographie
Elle remporte le petit globe de la poursuite de la saison IBU Cup 2022-2023.
Le 29 novembre 2023 à Östersund, elle participe pour la première fois à un relais en Coupe du monde et contribue comme première relayeuse à la victoire norvégienne sur cette course.

## Palmarès

### Coupe du monde
- Meilleur résultat individuel : 7e
- 1 podium : 
  - 1 podium en relais : 1 victoire.

Dernière mise à jour le 12 mars 2024.

#### Résultats détaillés en Coupe du monde
| 2022-2023 |       |       |        |        |        |    |    |    |        |        |    |    |    |    | .  | .  | .  | .  |    |    |        |        |        |         |    |  | 70e |
| 2022-2023 | IN    | SP    | PU     | SP     | PU     | SP | PU | MS | SP     | PU     | IN | MS | SP | PU | SP | PU | IN | MS | SP | PU | IN     | MS     | SP 18e | PU Ann. | MS |  | 70e |
| 2023-2024 |       |       |        |        |        |    |    |    |        |        |    |    |    |    | .  | .  | .  | .  |    |    |        |        |        |         |    |  |     |
| 2023-2024 | IN 8e | SP 7e | PU 17e | SP 22e | PU 25e | SP | PU | MS | SP 50e | PU 47e | SP | PU | SI | MS | SP | PU | IN | MS | IN | MS | SP 22e | PU 25e | SP     | PU      | MS |  |     |

#### Podium en relais en Coupe du monde
| Podiums en relais en Coupe du monde | Podiums en relais en Coupe du monde | Podiums en relais en Coupe du monde | Podiums en relais en Coupe du monde | Podiums en relais en Coupe du monde | Podiums en relais en Coupe du monde | Podiums en relais en Coupe du monde | Podiums en relais en Coupe du monde | Podiums en relais en Coupe du monde | Podiums en relais en Coupe du monde | Podiums en relais en Coupe du monde |
| n°                                  | Saison                              | Date                                | Lieu                                | Épreuve                             | Résultat                            | Composition                         | Composition                         | Composition                         | Composition                         | Compétition                         |
| ----------------------------------- | ----------------------------------- | ----------------------------------- | ----------------------------------- | ----------------------------------- | ----------------------------------- | ----------------------------------- | ----------------------------------- | ----------------------------------- | ----------------------------------- | ----------------------------------- |
| 1                                   | 2023-2024                           | 10-01-2024                          | Östersund                           | Relais 4 x 6 km                     | Médaille d'or                       | Marthe Johansen                     | Juni Arnekleiv                      | Karoline Knotten                    | Ingrid Tandrevold                   | Coupe du monde                      |

### IBU Cup
- Vainqueur du classement de la Poursuite en 2023.
- 10 podiums individuels, dont cinq victoires.

 Dernière mise à jour le 5 mars 2024 

#### Podiums individuels en IBU Cup
| Podiums individuels en IBU Cup | Podiums individuels en IBU Cup | Podiums individuels en IBU Cup | Podiums individuels en IBU Cup | Podiums individuels en IBU Cup | Podiums individuels en IBU Cup |
| n°                             | Saison                         | Date                           | Lieu                           | Épreuve                        | Résultat                       |
| ------------------------------ | ------------------------------ | ------------------------------ | ------------------------------ | ------------------------------ | ------------------------------ |
| 1                              | 2020-2021                      | 20-01-2021                     | Brezno-Osrblie                 | Sprint 7,5 km                  | Médaille d'argent              |
| 2                              | 2021-2022                      | 16-12-2021                     | Obertilliach                   | Individuel 15 km               | Médaille de bronze             |
| 3                              | 2021-2022                      | 12-01-2022                     | Brezno-Osrblie                 | Individuel court 12,5 km       | Médaille de bronze             |
| 4                              | 2021-2022                      | 05-02-2022                     | Nové Město                     | Sprint 7,5 km                  | Médaille de bronze             |
| 5                              | 2022-2023                      | 29-11-2022                     | Idre Fjäll                     | Sprint 7,5 km                  | Médaille d'or                  |
| 6                              | 2022-2023                      | 30-11-2022                     | Idre Fjäll                     | Poursuite 10 km                | Médaille d'or                  |
| 7                              | 2022-2023                      | 28-02-2023                     | Canmore                        | Mass-Start 60 12 km            | Médaille d'or                  |
| 8                              | 2022-2023                      | 01-03-2023                     | Canmore                        | Sprint 7,5 km                  | Médaille de bronze             |
| 9                              | 2022-2023                      | 03-03-2023                     | Canmore                        | Poursuite 10 km                | Médaille d'or                  |
| 10                             | 2023-2024                      | 02-03-2024                     | Obertilliach                   | Poursuite 10 km                | Médaille d'or                  |